# Andersen Worldwide
Andersen Wordwide era la società di diritto svizzero, con sede a Ginevra, a capo del gruppo Andersen, ovvero una delle principali società di consulenza a livello mondiale nel campo della revisione di bilancio e consulenza alle aziende.
Il network di società del gruppo, operante in una moltitudine di paesi con oltre 85.000 dipendenti, si è progressivamente sciolto dopo il coinvolgimento della società americana, Andersen LLP, nell'ambito dello scandalo finanziario Enron nel 2002.